# Bretagne Classic Ouest-France 2020
Bretagne Classic Ouest-France 2020 var den 84. udgave af cykelløbet Bretagne Classic Ouest-France. Det var det 11. arrangement på UCI's World Tour-kalender i 2020 og blev arrangeret 25. august 2020. Løbet blev vundet af australske Michael Matthews fra Team Sunweb.

## Hold og ryttere
| UCI WorldTeams (16)- AG2R La Mondiale - Astana - Bahrain McLaren - CCC Team - Lotto Soudal - EF Pro Cycling - NTT Pro Cycling - UAE Team Emirates - Movistar Team - Deceuninck-Quick Step - Mitchelton-Scott - Groupama-FDJ - Cofidis - Team Sunweb - Trek-Segafredo - Israel Start-Up Nation UCI ProTeams (6)- Alpecin-Fenix - Total Direct Énergie - B&B Hotels-Vital Concept p/b KTM - Arkéa-Samsic - Circus-Wanty Gobert - Nippo Delko One Provence |
| |

### Danske ryttere
- Mikkel Bjerg kørte for UAE Team Emirates
- Michael Carbel kørte for NTT Pro Cycling
- Alexander Kamp kørte for Trek-Segafredo

## Resultater
| \| Samlede stilling \| Samlede stilling \| Samlede stilling \| Samlede stilling \| Samlede stilling \| \| Rytter \| Rytter \| Hold \| Tid \| \| \| ---------------- \| ------------------- \| ------------------------ \| ---------------- \| ---------------- \| \| 1. \| Michael Matthews \| Team Sunweb \| 6t 01' 14" \| \| \| 2. \| Luka Mezgec \| Mitchelton-Scott \| + 1" \| \| \| 3. \| Florian Sénéchal \| Deceuninck-Quick Step \| + 1" \| \| \| 4. \| Aimé De Gendt \| Circus-Wanty Gobert \| + 1" \| \| \| 5. \| Alessandro Fedeli \| Nippo-Delko One Provence \| + 1" \| \| \| 6. \| Quinn Simmons \| Trek-Segafredo \| + 1" \| \| \| 7. \| Nils Eekhoff \| Team Sunweb \| + 3" \| \| \| 8. \| Daniel McLay \| Arkéa-Samsic \| + 5" \| \| \| 9. \| Anthony Roux \| Groupama-FDJ \| + 5" \| \| \| 10. \| Iván García Cortina \| Bahrain McLaren \| + 5" \| \| |                     |                          |            |
| |                     |                          |            |
| Kilde: ProCyclingStats |                     |                          |            |
| Samlede stilling |                     |                          |            |
| Rytter | Rytter              | Hold                     | Tid        |
| 1. | Michael Matthews    | Team Sunweb              | 6t 01' 14" |
| 2. | Luka Mezgec         | Mitchelton-Scott         | + 1"       |
| 3. | Florian Sénéchal    | Deceuninck-Quick Step    | + 1"       |
| 4. | Aimé De Gendt       | Circus-Wanty Gobert      | + 1"       |
| 5. | Alessandro Fedeli   | Nippo-Delko One Provence | + 1"       |
| 6. | Quinn Simmons       | Trek-Segafredo           | + 1"       |
| 7. | Nils Eekhoff        | Team Sunweb              | + 3"       |
| 8. | Daniel McLay        | Arkéa-Samsic             | + 5"       |
| 9. | Anthony Roux        | Groupama-FDJ             | + 5"       |
| 10. | Iván García Cortina | Bahrain McLaren          | + 5"       |

## Startliste
| EF Pro Cycling EF1 | EF Pro Cycling EF1    | EF Pro Cycling EF1 |
| ------------------ | --------------------- | ------------------ |
| Nr.                | Rytter                | Placering          |
| 1                  | Sep Vanmarcke (BEL)   | 28.                |
| 2                  | Sean Bennett (USA)    | 102.               |
| 3                  | Mitchell Docker (AUS) | 82.                |
| 4                  | Ruben Guerreiro (POR) | 29.                |
| 5                  | Logan Owen (USA)      | DNF                |
| 7                  | Thomas Scully (NZL)   | DNF                |

| Astana AST | Astana AST               | Astana AST |
| ---------- | ------------------------ | ---------- |
| Nr.        | Rytter                   | Placering  |
| 11         | Alex Aranburu (ESP)      | 44.        |
| 12         | Zjandos Bizjigitov (KAZ) | DNF        |
| 13         | Laurens De Vreese (BEL)  | 60.        |
| 14         | Hernando Bohórquez (COL) | 91.        |
| 15         | Daniil Fominykh (KAZ)    | 92.        |
| 16         | Jevgenij Giditj (KAZ)    | 101.       |
| 17         | Davide Martinelli (ITA)  | 66.        |

| Lotto-Soudal LTS | Lotto-Soudal LTS         | Lotto-Soudal LTS |
| ---------------- | ------------------------ | ---------------- |
| Nr.              | Rytter                   | Placering        |
| 21               | Sander Armée (BEL)       | 33.              |
| 22               | Stan Dewulf (BEL)        | 40.              |
| 23               | Jonathan Dibben (GBR)    | 59.              |
| 24               | Tosh Van der Sande (BEL) | 78.              |
| 25               | Brian van Goethem (NED)  | 72.              |
| 26               | Rémy Mertz (BEL)         | 94.              |
| 27               | Harm Vanhoucke (BEL)     | 56.              |

| AG2R La Mondiale ALM | AG2R La Mondiale ALM    | AG2R La Mondiale ALM |
| -------------------- | ----------------------- | -------------------- |
| Nr.                  | Rytter                  | Placering            |
| 31                   | Alexis Gougeard (FRA)   | DNF                  |
| 32                   | Julien Duval (FRA)      | 63.                  |
| 33                   | Dorian Godon (FRA)      | 26.                  |
| 34                   | Lawrence Naesen (BEL)   | 73.                  |
| 35                   | Stijn Vandenbergh (BEL) | DNF                  |
| 36                   | Andrea Vendrame (ITA)   | 15.                  |
| 37                   | Quentin Jauregui (FRA)  | DNF                  |

| CCC Team CCC | CCC Team CCC                   | CCC Team CCC |
| ------------ | ------------------------------ | ------------ |
| Nr.          | Rytter                         | Placering    |
| 51           | Patrick Bevin (NZL)            | DNF          |
| 52           | Josef Černý (CZE)              | DNF          |
| 53           | Jonas Koch (GER)               | DNF          |
| 54           | Joey Rosskopf (USA)            | 93.          |
| 55           | Will Barta (USA)               | DNF          |
| 56           | Gijs Van Hoecke (BEL)          | 61.          |
| 57           | Guillaume Van Keirsbulck (BEL) | DNF          |

| Bahrain McLaren TBM | Bahrain McLaren TBM       | Bahrain McLaren TBM |
| ------------------- | ------------------------- | ------------------- |
| Nr.                 | Rytter                    | Placering           |
| 61                  | Yukiya Arashiro (JPN)     | 30.                 |
| 62                  | Enrico Battaglin (ITA)    | DNF                 |
| 63                  | Grega Bole (SLO)          | 65.                 |
| 64                  | Santiago Buitrago (COL)   | DNF                 |
| 65                  | Iván García Cortina (ESP) | 10.                 |
| 66                  | Luka Pibernik (SLO)       | 75.                 |
| 67                  | Kevin Inkelaar (NED)      | 98.                 |

| Bora-Hansgrohe BOH | Bora-Hansgrohe BOH     | Bora-Hansgrohe BOH |
| ------------------ | ---------------------- | ------------------ |
| Nr.                | Rytter                 | Placering          |
| 71                 | Cesare Benedetti (ITA) | DNS                |
| 72                 | Marcus Burghardt (GER) | DNS                |
| 73                 | Jempy Drucker (LUX)    | DNS                |
| 74                 | Patrick Gamper (AUT)   | DNS                |
| 75                 | Oscar Gatto (ITA)      | DNS                |
| 76                 | Jay McCarthy (AUS)     | DNS                |
| 77                 | Ide Schelling (NED)    | DNS                |

| NTT Pro Cycling NTT | NTT Pro Cycling NTT               | NTT Pro Cycling NTT |
| ------------------- | --------------------------------- | ------------------- |
| Nr.                 | Rytter                            | Placering           |
| 81                  | Nicholas Dlamini (RSA)            | DNF                 |
| 82                  | Samuele Battistella (ITA)         | 16.                 |
| 83                  | Stefan de Bod (RSA)               | 68.                 |
| 84                  | Michael Carbel (DEN)              | DNF                 |
| 85                  | Matteo Sobrero (ITA)              | DNF                 |
| 86                  | Reinardt Janse van Rensburg (RSA) | 50.                 |
| 87                  | Rasmus Tiller (NOR)               | 62.                 |

| UAE Team Emirates UAD | UAE Team Emirates UAD      | UAE Team Emirates UAD |
| --------------------- | -------------------------- | --------------------- |
| Nr.                   | Rytter                     | Placering             |
| 91                    | Rui Costa (POR) (landevej) | DNF                   |
| 92                    | Ivo Oliveira (POR)         | DNF                   |
| 93                    | Fernando Gaviria (COL)     | DNF                   |
| 94                    | Sergio Henao (COL)         | 41.                   |
| 95                    | Jasper Philipsen (BEL)     | 11.                   |
| 96                    | Maximiliano Richeze (ARG)  | DNF                   |
| 97                    | Mikkel Bjerg (DEN)         | 49.                   |

| Movistar Team MOV | Movistar Team MOV      | Movistar Team MOV |
| ----------------- | ---------------------- | ----------------- |
| Nr.               | Rytter                 | Placering         |
| 101               | Gabriel Cullaigh (GBR) | 100.              |
| 102               | Iñigo Elosegui (ESP)   | 99.               |
| 103               | Johan Jacobs (SUI)     | 70.               |
| 104               | Lluís Mas (ESP)        | 71.               |
| 105               | Sebastián Mora (ESP)   | 97.               |
| 106               | Sergio Samitier (ESP)  | DNF               |
| 107               | Albert Torres (ESP)    | 74.               |

| Deceuninck-Quick Step DQT | Deceuninck-Quick Step DQT | Deceuninck-Quick Step DQT |
| ------------------------- | ------------------------- | ------------------------- |
| Nr.                       | Rytter                    | Placering                 |
| 111                       | Rémi Cavagna (FRA)        | 76.                       |
| 112                       | Álvaro Hodeg (COL)        | DNF                       |
| 113                       | Iljo Keisse (BEL)         | 77.                       |
| 114                       | Florian Sénéchal (FRA)    | 3.                        |
| 115                       | Stijn Steels (BEL)        | 83.                       |
| 116                       | Jannik Steimle (GER)      | 47.                       |
| 117                       | Bert Van Lerberghe (BEL)  | 64.                       |

| Mitchelton-Scott MTS | Mitchelton-Scott MTS   | Mitchelton-Scott MTS |
| -------------------- | ---------------------- | -------------------- |
| Nr.                  | Rytter                 | Placering            |
| 121                  | Tsgabu Grmay (ETH)     | 48.                  |
| 122                  | Luka Mezgec (SLO)      | 2.                   |
| 123                  | Nick Schultz (AUS)     | 53.                  |
| 124                  | Callum Scotson (AUS)   | 103.                 |
| 125                  | Dion Smith (NZL)       | 35.                  |
| 126                  | Robert Stannard (AUS)  | 80.                  |
| 127                  | Michael Albasini (SUI) | 55.                  |

| Total Direct Énergie TDE | Total Direct Énergie TDE | Total Direct Énergie TDE |
| ------------------------ | ------------------------ | ------------------------ |
| Nr.                      | Rytter                   | Placering                |
| 132                      | Romain Cardis (FRA)      | DNF                      |
| 133                      | Marlon Gaillard (FRA)    | 37.                      |
| 134                      | Jonathan Hivert (FRA)    | DNF                      |
| 135                      | Pim Ligthart (NED)       | 32.                      |
| 136                      | Jérémy Cabot (FRA)       | DNF                      |
| 137                      | Simon Sellier (FRA)      | DNF                      |

| Alpecin-Fenix AFC | Alpecin-Fenix AFC       | Alpecin-Fenix AFC |
| ----------------- | ----------------------- | ----------------- |
| Nr.               | Rytter                  | Placering         |
| 141               | Dries De Bondt (BEL)    | DNF               |
| 142               | Floris De Tier (BEL)    | 57.               |
| 143               | Kristian Sbaragli (ITA) | 20.               |
| 144               | Otto Vergaerde (BEL)    | 81.               |
| 145               | Gianni Vermeersch (BEL) | 13.               |
| 146               | Philipp Walsleben (GER) | DNF               |
| 147               | Scott Thwaites (GBR)    | 23.               |

| B&B Hotels-Vital Concept p/b KTM BVC | B&B Hotels-Vital Concept p/b KTM BVC | B&B Hotels-Vital Concept p/b KTM BVC |
| ------------------------------------ | ------------------------------------ | ------------------------------------ |
| Nr.                                  | Rytter                               | Placering                            |
| 151                                  | Maxime Cam (FRA)                     | DNF                                  |
| 152                                  | Arnaud Courteille (FRA)              | 104.                                 |
| 153                                  | Adrien Garel (FRA)                   | DNF                                  |
| 154                                  | Frederik Backaert (BEL)              | 90.                                  |
| 155                                  | Julien Morice (FRA)                  | DNF                                  |
| 156                                  | Luca Mozzato (ITA)                   | 21.                                  |
| 157                                  | Tom-Jelte Slagter (NED)              | 89.                                  |

| Groupama-FDJ GFC | Groupama-FDJ GFC               | Groupama-FDJ GFC |
| ---------------- | ------------------------------ | ---------------- |
| Nr.              | Rytter                         | Placering        |
| 171              | Alexys Brunel (FRA)            | DNF              |
| 172              | Kevin Geniets (LUX) (landevej) | 51.              |
| 173              | Simon Guglielmi (FRA)          | 22.              |
| 174              | Olivier Le Gac (FRA)           | 42.              |
| 175              | Anthony Roux (FRA)             | 9.               |
| 176              | Romain Seigle (FRA)            | 46.              |
| 177              | Fabian Lienhard (SUI)          | 31.              |

| Arkéa-Samsic ARK | Arkéa-Samsic ARK        | Arkéa-Samsic ARK |
| ---------------- | ----------------------- | ---------------- |
| Nr.              | Rytter                  | Placering        |
| 181              | Laurent Pichon (FRA)    | 39.              |
| 182              | Franck Bonnamour (FRA)  | 24.              |
| 183              | Romain Hardy (FRA)      | DNF              |
| 184              | Romain Le Roux (FRA)    | 84.              |
| 185              | Anthony Delaplace (FRA) | 36.              |
| 186              | Kévin Ledanois (FRA)    | DNF              |
| 187              | Daniel McLay (GBR)      | 8.               |

| Cofidis COF | Cofidis COF              | Cofidis COF |
| ----------- | ------------------------ | ----------- |
| Nr.         | Rytter                   | Placering   |
| 191         | Piet Allegaert (BEL)     | DNF         |
| 192         | Dimitri Claeys (BEL)     | 34.         |
| 193         | Nathan Haas (AUS)        | 19.         |
| 194         | Mathias Le Turnier (FRA) | DNF         |
| 195         | Emmanuel Morin (FRA)     | 17.         |
| 196         | Victor Lafay (FRA)       | 52.         |
| 197         | Julien Vermote (BEL)     | 43.         |

| Team Sunweb SUN | Team Sunweb SUN        | Team Sunweb SUN |
| --------------- | ---------------------- | --------------- |
| Nr.             | Rytter                 | Placering       |
| 201             | Nico Denz (GER)        | 88.             |
| 202             | Nils Eekhoff (NED)     | 7.              |
| 203             | Felix Gall (AUT)       | DNF             |
| 204             | Max Kanter (GER)       | DNF             |
| 205             | Michael Matthews (AUS) | 1.              |
| 206             | Jasha Sütterlin (GER)  | DNF             |
| 207             | Ilan Van Wilder (BEL)  | DNF             |

| Trek-Segafredo TFS | Trek-Segafredo TFS      | Trek-Segafredo TFS |
| ------------------ | ----------------------- | ------------------ |
| Nr.                | Rytter                  | Placering          |
| 211                | William Clarke (AUS)    | 86.                |
| 212                | Alexander Kamp (DEN)    | 67.                |
| 213                | Alex Kirsch (LUX)       | 14.                |
| 214                | Emīls Liepiņš (LAT)     | DNF                |
| 215                | Matteo Moschetti (ITA)  | DNF                |
| 216                | Charlie Quaterman (GBR) | 87.                |
| 217                | Quinn Simmons (USA)     | 6.                 |

| Circus-Wanty Gobert CWG | Circus-Wanty Gobert CWG | Circus-Wanty Gobert CWG |
| ----------------------- | ----------------------- | ----------------------- |
| Nr.                     | Rytter                  | Placering               |
| 221                     | Jan Bakelants (BEL)     | 25.                     |
| 222                     | Aimé De Gendt (BEL)     | 4.                      |
| 223                     | Fabien Doubey (FRA)     | DNF                     |
| 224                     | Loïc Vliegen (BEL)      | DNF                     |
| 225                     | Andrea Pasqualon (ITA)  | 18.                     |
| 226                     | Boy van Poppel (NED)    | DNF                     |
| 227                     | Danny van Poppel (NED)  | DNF                     |

| Nippo-Delko One Provence NDP | Nippo-Delko One Provence NDP | Nippo-Delko One Provence NDP |
| ---------------------------- | ---------------------------- | ---------------------------- |
| Nr.                          | Rytter                       | Placering                    |
| 231                          | Alessandro Fedeli (ITA)      | 5.                           |
| 232                          | Romain Combaud (FRA)         | DNF                          |
| 233                          | Biniam Girmay (ERI)          | 95.                          |
| 234                          | Delio Fernández (ESP)        | 38.                          |
| 235                          | Hideto Nakane (JPN)          | 54.                          |
| 236                          | Evaldas Šiškevicius (LTU)    | 85.                          |
| 237                          | Eduard-Michael Grosu (ROU)   | 12.                          |

| Israel Start-Up Nation ISN | Israel Start-Up Nation ISN | Israel Start-Up Nation ISN |
| -------------------------- | -------------------------- | -------------------------- |
| Nr.                        | Rytter                     | Placering                  |
| 241                        | Jenthe Biermans (BEL)      | 27.                        |
| 242                        | Guillaume Boivin (CAN)     | 45.                        |
| 243                        | Alexander Cataford (CAN)   | 96.                        |
| 244                        | Reto Hollenstein (SUI)     | 69.                        |
| 245                        | Travis McCabe (USA)        | 79.                        |
| 246                        | Guy Sagiv (ISR) (landevej) | DNF                        |
| 247                        | Rick Zabel (GER)           | 58.                        |

| EF Pro Cycling EF1 | EF Pro Cycling EF1    | EF Pro Cycling EF1 |
| ------------------ | --------------------- | ------------------ |
| Nr.                | Rytter                | Placering          |
| 1                  | Sep Vanmarcke (BEL)   | 28.                |
| 2                  | Sean Bennett (USA)    | 102.               |
| 3                  | Mitchell Docker (AUS) | 82.                |
| 4                  | Ruben Guerreiro (POR) | 29.                |
| 5                  | Logan Owen (USA)      | DNF                |
| 7                  | Thomas Scully (NZL)   | DNF                |

| Astana AST | Astana AST               | Astana AST |
| ---------- | ------------------------ | ---------- |
| Nr.        | Rytter                   | Placering  |
| 11         | Alex Aranburu (ESP)      | 44.        |
| 12         | Zjandos Bizjigitov (KAZ) | DNF        |
| 13         | Laurens De Vreese (BEL)  | 60.        |
| 14         | Hernando Bohórquez (COL) | 91.        |
| 15         | Daniil Fominykh (KAZ)    | 92.        |
| 16         | Jevgenij Giditj (KAZ)    | 101.       |
| 17         | Davide Martinelli (ITA)  | 66.        |

| Lotto-Soudal LTS | Lotto-Soudal LTS         | Lotto-Soudal LTS |
| ---------------- | ------------------------ | ---------------- |
| Nr.              | Rytter                   | Placering        |
| 21               | Sander Armée (BEL)       | 33.              |
| 22               | Stan Dewulf (BEL)        | 40.              |
| 23               | Jonathan Dibben (GBR)    | 59.              |
| 24               | Tosh Van der Sande (BEL) | 78.              |
| 25               | Brian van Goethem (NED)  | 72.              |
| 26               | Rémy Mertz (BEL)         | 94.              |
| 27               | Harm Vanhoucke (BEL)     | 56.              |

| AG2R La Mondiale ALM | AG2R La Mondiale ALM    | AG2R La Mondiale ALM |
| -------------------- | ----------------------- | -------------------- |
| Nr.                  | Rytter                  | Placering            |
| 31                   | Alexis Gougeard (FRA)   | DNF                  |
| 32                   | Julien Duval (FRA)      | 63.                  |
| 33                   | Dorian Godon (FRA)      | 26.                  |
| 34                   | Lawrence Naesen (BEL)   | 73.                  |
| 35                   | Stijn Vandenbergh (BEL) | DNF                  |
| 36                   | Andrea Vendrame (ITA)   | 15.                  |
| 37                   | Quentin Jauregui (FRA)  | DNF                  |

| CCC Team CCC | CCC Team CCC                   | CCC Team CCC |
| ------------ | ------------------------------ | ------------ |
| Nr.          | Rytter                         | Placering    |
| 51           | Patrick Bevin (NZL)            | DNF          |
| 52           | Josef Černý (CZE)              | DNF          |
| 53           | Jonas Koch (GER)               | DNF          |
| 54           | Joey Rosskopf (USA)            | 93.          |
| 55           | Will Barta (USA)               | DNF          |
| 56           | Gijs Van Hoecke (BEL)          | 61.          |
| 57           | Guillaume Van Keirsbulck (BEL) | DNF          |

| Bahrain McLaren TBM | Bahrain McLaren TBM       | Bahrain McLaren TBM |
| ------------------- | ------------------------- | ------------------- |
| Nr.                 | Rytter                    | Placering           |
| 61                  | Yukiya Arashiro (JPN)     | 30.                 |
| 62                  | Enrico Battaglin (ITA)    | DNF                 |
| 63                  | Grega Bole (SLO)          | 65.                 |
| 64                  | Santiago Buitrago (COL)   | DNF                 |
| 65                  | Iván García Cortina (ESP) | 10.                 |
| 66                  | Luka Pibernik (SLO)       | 75.                 |
| 67                  | Kevin Inkelaar (NED)      | 98.                 |

| Bora-Hansgrohe BOH | Bora-Hansgrohe BOH     | Bora-Hansgrohe BOH |
| ------------------ | ---------------------- | ------------------ |
| Nr.                | Rytter                 | Placering          |
| 71                 | Cesare Benedetti (ITA) | DNS                |
| 72                 | Marcus Burghardt (GER) | DNS                |
| 73                 | Jempy Drucker (LUX)    | DNS                |
| 74                 | Patrick Gamper (AUT)   | DNS                |
| 75                 | Oscar Gatto (ITA)      | DNS                |
| 76                 | Jay McCarthy (AUS)     | DNS                |
| 77                 | Ide Schelling (NED)    | DNS                |

| NTT Pro Cycling NTT | NTT Pro Cycling NTT               | NTT Pro Cycling NTT |
| ------------------- | --------------------------------- | ------------------- |
| Nr.                 | Rytter                            | Placering           |
| 81                  | Nicholas Dlamini (RSA)            | DNF                 |
| 82                  | Samuele Battistella (ITA)         | 16.                 |
| 83                  | Stefan de Bod (RSA)               | 68.                 |
| 84                  | Michael Carbel (DEN)              | DNF                 |
| 85                  | Matteo Sobrero (ITA)              | DNF                 |
| 86                  | Reinardt Janse van Rensburg (RSA) | 50.                 |
| 87                  | Rasmus Tiller (NOR)               | 62.                 |

| UAE Team Emirates UAD | UAE Team Emirates UAD      | UAE Team Emirates UAD |
| --------------------- | -------------------------- | --------------------- |
| Nr.                   | Rytter                     | Placering             |
| 91                    | Rui Costa (POR) (landevej) | DNF                   |
| 92                    | Ivo Oliveira (POR)         | DNF                   |
| 93                    | Fernando Gaviria (COL)     | DNF                   |
| 94                    | Sergio Henao (COL)         | 41.                   |
| 95                    | Jasper Philipsen (BEL)     | 11.                   |
| 96                    | Maximiliano Richeze (ARG)  | DNF                   |
| 97                    | Mikkel Bjerg (DEN)         | 49.                   |

| Movistar Team MOV | Movistar Team MOV      | Movistar Team MOV |
| ----------------- | ---------------------- | ----------------- |
| Nr.               | Rytter                 | Placering         |
| 101               | Gabriel Cullaigh (GBR) | 100.              |
| 102               | Iñigo Elosegui (ESP)   | 99.               |
| 103               | Johan Jacobs (SUI)     | 70.               |
| 104               | Lluís Mas (ESP)        | 71.               |
| 105               | Sebastián Mora (ESP)   | 97.               |
| 106               | Sergio Samitier (ESP)  | DNF               |
| 107               | Albert Torres (ESP)    | 74.               |

| Deceuninck-Quick Step DQT | Deceuninck-Quick Step DQT | Deceuninck-Quick Step DQT |
| ------------------------- | ------------------------- | ------------------------- |
| Nr.                       | Rytter                    | Placering                 |
| 111                       | Rémi Cavagna (FRA)        | 76.                       |
| 112                       | Álvaro Hodeg (COL)        | DNF                       |
| 113                       | Iljo Keisse (BEL)         | 77.                       |
| 114                       | Florian Sénéchal (FRA)    | 3.                        |
| 115                       | Stijn Steels (BEL)        | 83.                       |
| 116                       | Jannik Steimle (GER)      | 47.                       |
| 117                       | Bert Van Lerberghe (BEL)  | 64.                       |

| Mitchelton-Scott MTS | Mitchelton-Scott MTS   | Mitchelton-Scott MTS |
| -------------------- | ---------------------- | -------------------- |
| Nr.                  | Rytter                 | Placering            |
| 121                  | Tsgabu Grmay (ETH)     | 48.                  |
| 122                  | Luka Mezgec (SLO)      | 2.                   |
| 123                  | Nick Schultz (AUS)     | 53.                  |
| 124                  | Callum Scotson (AUS)   | 103.                 |
| 125                  | Dion Smith (NZL)       | 35.                  |
| 126                  | Robert Stannard (AUS)  | 80.                  |
| 127                  | Michael Albasini (SUI) | 55.                  |

| Total Direct Énergie TDE | Total Direct Énergie TDE | Total Direct Énergie TDE |
| ------------------------ | ------------------------ | ------------------------ |
| Nr.                      | Rytter                   | Placering                |
| 132                      | Romain Cardis (FRA)      | DNF                      |
| 133                      | Marlon Gaillard (FRA)    | 37.                      |
| 134                      | Jonathan Hivert (FRA)    | DNF                      |
| 135                      | Pim Ligthart (NED)       | 32.                      |
| 136                      | Jérémy Cabot (FRA)       | DNF                      |
| 137                      | Simon Sellier (FRA)      | DNF                      |

| Alpecin-Fenix AFC | Alpecin-Fenix AFC       | Alpecin-Fenix AFC |
| ----------------- | ----------------------- | ----------------- |
| Nr.               | Rytter                  | Placering         |
| 141               | Dries De Bondt (BEL)    | DNF               |
| 142               | Floris De Tier (BEL)    | 57.               |
| 143               | Kristian Sbaragli (ITA) | 20.               |
| 144               | Otto Vergaerde (BEL)    | 81.               |
| 145               | Gianni Vermeersch (BEL) | 13.               |
| 146               | Philipp Walsleben (GER) | DNF               |
| 147               | Scott Thwaites (GBR)    | 23.               |

| B&B Hotels-Vital Concept p/b KTM BVC | B&B Hotels-Vital Concept p/b KTM BVC | B&B Hotels-Vital Concept p/b KTM BVC |
| ------------------------------------ | ------------------------------------ | ------------------------------------ |
| Nr.                                  | Rytter                               | Placering                            |
| 151                                  | Maxime Cam (FRA)                     | DNF                                  |
| 152                                  | Arnaud Courteille (FRA)              | 104.                                 |
| 153                                  | Adrien Garel (FRA)                   | DNF                                  |
| 154                                  | Frederik Backaert (BEL)              | 90.                                  |
| 155                                  | Julien Morice (FRA)                  | DNF                                  |
| 156                                  | Luca Mozzato (ITA)                   | 21.                                  |
| 157                                  | Tom-Jelte Slagter (NED)              | 89.                                  |

| Groupama-FDJ GFC | Groupama-FDJ GFC               | Groupama-FDJ GFC |
| ---------------- | ------------------------------ | ---------------- |
| Nr.              | Rytter                         | Placering        |
| 171              | Alexys Brunel (FRA)            | DNF              |
| 172              | Kevin Geniets (LUX) (landevej) | 51.              |
| 173              | Simon Guglielmi (FRA)          | 22.              |
| 174              | Olivier Le Gac (FRA)           | 42.              |
| 175              | Anthony Roux (FRA)             | 9.               |
| 176              | Romain Seigle (FRA)            | 46.              |
| 177              | Fabian Lienhard (SUI)          | 31.              |

| Arkéa-Samsic ARK | Arkéa-Samsic ARK        | Arkéa-Samsic ARK |
| ---------------- | ----------------------- | ---------------- |
| Nr.              | Rytter                  | Placering        |
| 181              | Laurent Pichon (FRA)    | 39.              |
| 182              | Franck Bonnamour (FRA)  | 24.              |
| 183              | Romain Hardy (FRA)      | DNF              |
| 184              | Romain Le Roux (FRA)    | 84.              |
| 185              | Anthony Delaplace (FRA) | 36.              |
| 186              | Kévin Ledanois (FRA)    | DNF              |
| 187              | Daniel McLay (GBR)      | 8.               |

| Cofidis COF | Cofidis COF              | Cofidis COF |
| ----------- | ------------------------ | ----------- |
| Nr.         | Rytter                   | Placering   |
| 191         | Piet Allegaert (BEL)     | DNF         |
| 192         | Dimitri Claeys (BEL)     | 34.         |
| 193         | Nathan Haas (AUS)        | 19.         |
| 194         | Mathias Le Turnier (FRA) | DNF         |
| 195         | Emmanuel Morin (FRA)     | 17.         |
| 196         | Victor Lafay (FRA)       | 52.         |
| 197         | Julien Vermote (BEL)     | 43.         |

| Team Sunweb SUN | Team Sunweb SUN        | Team Sunweb SUN |
| --------------- | ---------------------- | --------------- |
| Nr.             | Rytter                 | Placering       |
| 201             | Nico Denz (GER)        | 88.             |
| 202             | Nils Eekhoff (NED)     | 7.              |
| 203             | Felix Gall (AUT)       | DNF             |
| 204             | Max Kanter (GER)       | DNF             |
| 205             | Michael Matthews (AUS) | 1.              |
| 206             | Jasha Sütterlin (GER)  | DNF             |
| 207             | Ilan Van Wilder (BEL)  | DNF             |

| Trek-Segafredo TFS | Trek-Segafredo TFS      | Trek-Segafredo TFS |
| ------------------ | ----------------------- | ------------------ |
| Nr.                | Rytter                  | Placering          |
| 211                | William Clarke (AUS)    | 86.                |
| 212                | Alexander Kamp (DEN)    | 67.                |
| 213                | Alex Kirsch (LUX)       | 14.                |
| 214                | Emīls Liepiņš (LAT)     | DNF                |
| 215                | Matteo Moschetti (ITA)  | DNF                |
| 216                | Charlie Quaterman (GBR) | 87.                |
| 217                | Quinn Simmons (USA)     | 6.                 |

| Circus-Wanty Gobert CWG | Circus-Wanty Gobert CWG | Circus-Wanty Gobert CWG |
| ----------------------- | ----------------------- | ----------------------- |
| Nr.                     | Rytter                  | Placering               |
| 221                     | Jan Bakelants (BEL)     | 25.                     |
| 222                     | Aimé De Gendt (BEL)     | 4.                      |
| 223                     | Fabien Doubey (FRA)     | DNF                     |
| 224                     | Loïc Vliegen (BEL)      | DNF                     |
| 225                     | Andrea Pasqualon (ITA)  | 18.                     |
| 226                     | Boy van Poppel (NED)    | DNF                     |
| 227                     | Danny van Poppel (NED)  | DNF                     |

| Nippo-Delko One Provence NDP | Nippo-Delko One Provence NDP | Nippo-Delko One Provence NDP |
| ---------------------------- | ---------------------------- | ---------------------------- |
| Nr.                          | Rytter                       | Placering                    |
| 231                          | Alessandro Fedeli (ITA)      | 5.                           |
| 232                          | Romain Combaud (FRA)         | DNF                          |
| 233                          | Biniam Girmay (ERI)          | 95.                          |
| 234                          | Delio Fernández (ESP)        | 38.                          |
| 235                          | Hideto Nakane (JPN)          | 54.                          |
| 236                          | Evaldas Šiškevicius (LTU)    | 85.                          |
| 237                          | Eduard-Michael Grosu (ROU)   | 12.                          |

| Israel Start-Up Nation ISN | Israel Start-Up Nation ISN | Israel Start-Up Nation ISN |
| -------------------------- | -------------------------- | -------------------------- |
| Nr.                        | Rytter                     | Placering                  |
| 241                        | Jenthe Biermans (BEL)      | 27.                        |
| 242                        | Guillaume Boivin (CAN)     | 45.                        |
| 243                        | Alexander Cataford (CAN)   | 96.                        |
| 244                        | Reto Hollenstein (SUI)     | 69.                        |
| 245                        | Travis McCabe (USA)        | 79.                        |
| 246                        | Guy Sagiv (ISR) (landevej) | DNF                        |
| 247                        | Rick Zabel (GER)           | 58.                        |